# Człowiek-meteor
Człowiek-meteor (ang. The Meteor Man) – amerykański film komediowy z gatunku fantasy z 1993 roku oparty na scenariuszu i reżyserii Roberta Townsenda. Wyprodukowany przez Metro-Goldwyn-Mayer.
Premiera filmu miała miejsce 6 sierpnia 1993 roku w Stanach Zjednoczonych.

## Opis fabuły
Czarnoskóry Jefferson Reed (Robert Townsend) jest nauczycielem i korepetytorem, który nie akceptuje przemocy i brutalnych metod działania. Na ulicy panują jednak inne prawa. Pewnego wieczoru Jefferson po wyjściu z zebrania zastaje swoje auto rozbite i okradzione. Wśród chuliganów poznaje dwóch chłopców ze swojej szkoły.

## Obsada
- Robert Townsend jako Jefferson Reed / Człowiek-meteor
- Marla Gibbs jako Maxine Reed, matka Jeffersona Reeda
- Eddie Griffin jako Michael Anderson, przyjaciel Jeffersona
- Robert Guillaume jako Ted Reed, ojciec Jeffersona Reeda
- James Earl Jones jako Earnest Moses
- Bill Cosby jako Marvin
- Marilyn Coleman jako pani Walker
- Roy Fegan jako Simon Caine
- Bobby McGee jako Uzi
- Frank Gorshin jako Anthony Byers
- Sinbad jako Malik, chłopak Stacy
- Luther Vandross jako Jamison
- Tommy "Tiny" Lister jako Digit

i inni